# Petr Fiala
Petr Fiala (Brno, 1 de septiembre de 1964) es un político, politólogo y profesor universitario checo. Actualmente se desempeña como primer ministro de la República Checa, cargo que ocupa desde el 28 de noviembre de 2021, también es líder del Partido Democrático Cívico desde 2014 y miembro de la Cámara de Diputados desde 2013. Desde 2012 hasta 2013 fue ministro de Educación, Juventud y Deportes en el gabinete del primer ministro Petr Nečas.
El 28 de noviembre de 2021, Fiala prestó juramento como primer ministro por el presidente Miloš Zeman y sucedió a Andrej Babiš, luego de haber obtenido la victoria en las elecciones legislativas de 2021.

## Biografía
Nació en Brno, estudió en la Facultad de Artes de la Universidad de Masaryk y luego trabajó como historiador. En 1996 se convirtió en docente en la Universidad Charles de Praga. En 2004 se convirtió en decano de la Facultad de Estudios Sociales y en el mismo año fue elegido rector de la Universidad Masaryk, permaneciendo en el cargo hasta 2011.

## Carrera política
En septiembre de 2011 se desempeñó como asistente principal para la ciencia del primer ministro Petr Nečas, y el 2 de mayo de 2012 fue nombrado ministro de Educación, Juventud y Deportes en el gobierno de Nečas, permaneciendo en ese puesto hasta que Nečas renunció en 2013.
En las elecciones legislativas de octubre de 2013 fue elegido miembro independiente de la Cámara de Diputados; luego se unió al partido Partido Democrático Cívico en noviembre de 2013. El 18 de enero de 2014 fue elegido líder del partido.
En las elecciones legislativas de 2017, el partido quedó en segundo lugar con el 11% de los votos. Fiala se negó a negociar con ANO 2011 sobre la incorporación del partido al gobierno posterior, y permaneció en la oposición. Fiala fue reelegido líder de ODS en 2018. El 28 de noviembre de 2017 Fiala fue elegido vicepresidente de la Cámara de Diputados con 116 votos de 183.
Como líder, ODS logró avances en las elecciones municipales de 2018 y ganó las elecciones al Senado del mismo año. Fiala fue nuevamente reelegido líder de ODS en 2020.
ODS también logró avances durante las elecciones regionales de 2020. Fiala luego comenzó a negociar con KDU-ČSL y TOP 09 sobre la formación de una alianza electoral para las elecciones legislativas de 2021. ODS, KDU-ČSL y TOP 09 llegaron a un acuerdo para formar una alianza denominada SPOLU. Fiala se convirtió en el candidato de la alianza para el cargo de primer ministro.
En las elecciones legislativas de 2021, SPOLU obtuvo el mayor número de votos y los partidos de oposición obtuvieron la mayoría de escaños en la Cámara de Diputados. Los partidos de la oposición firmaron un memorando en el que acordaban nominar a Fiala para el cargo de primer ministro. El 9 de noviembre, el presidente Miloš Zeman pidió formalmente a Fiala que formara un nuevo gobierno. El 17 de noviembre de 2021, Fiala presentó a Zeman al gabinete propuesto y Zeman acordó nombrar a Fiala como nuevo primer ministro el 26 de noviembre de 2021.
El 28 de noviembre de 2021, el presidente Zeman nombró a Fiala como primer ministro de la República Checa.

## Posiciones políticas

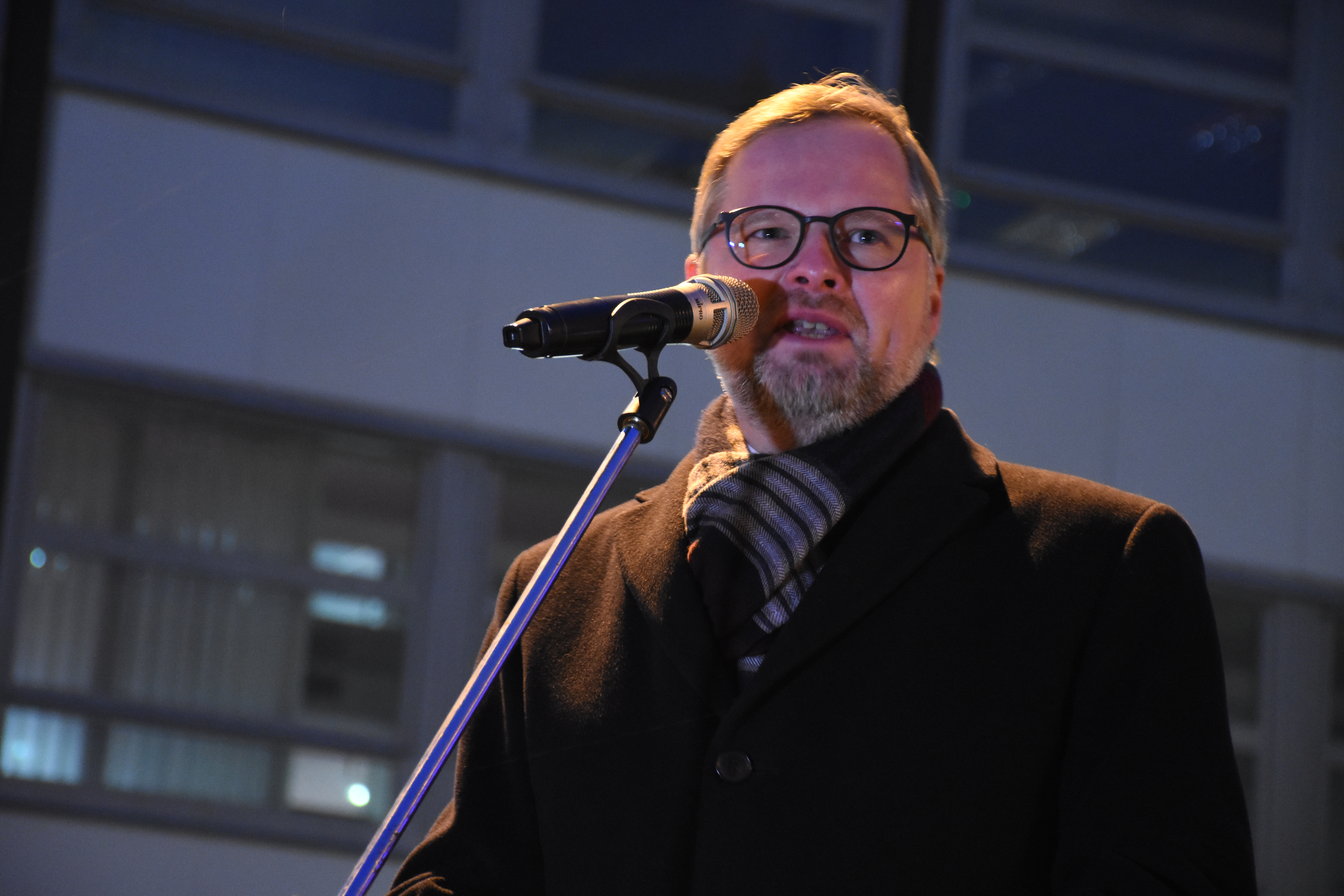
Fiala dando un discurso en 2018

Fiala tiene puntos de vista conservadores y un poco euroescépticos, se opone al extremismo político y al populismo. También se opone al matrimonio entre personas del mismo sexo.
En agosto de 2016, Fiala declaró que el islam radical está en guerra con Europa y que la Unión Europea no debería aceptar a inmigrantes que supongan un riesgo. Se opuso a la retirada de los soldados checos de la guerra en Afganistán. Fiala expresó su oposición a la participación rusa y china en la construcción de la nueva unidad de la Central nuclear de Dukovany. También afirmó que el impacto humano sobre el cambio climático no está del todo claro, lo que fue recibido con críticas y acusaciones de populismo por parte de expertos ambientales.
A principios de junio de 2020, se pintó con aerosol una estatua en Praga del primer ministro británico Winston Churchill, en la plaza Winston Churchill de Žižkov, con la inscripción "Era un racista" refiriéndose a una ola de protestas contra la brutalidad policial y el racismo desencadenada por el asesinato de George Floyd en Estados Unidos. Fiala condenó el vandalismo de la estatua de Churchill, describiéndolo como un gran político democrático, que contribuyó a la derrota de Adolf Hitler.

## Vida personal
Petr Fiala está casado con la bióloga Jana Fialová, a quien conoció cuando era estudiante durante la Revolución de Terciopelo. Se casaron dos años después y tienen tres hijos.

## Premios y reconocimientos
- República Checa:
  - 2010: La Universidad Tecnológica de Brno otorgó a Fiala la Medalla de Oro de VUT por su cooperación con la universidad.[32]
  - 26 de agosto de 2011: Václav Klaus premió a Fiala con la Placa de Oro del Presidente de la República por su labor como Rector de la Universidad Masaryk. Fiala fue el primer rector en recibir el premio.[33]
  - 28 de enero de 2011: El rector de la Universidad de Masaryk, Mikuláš Bek, otorgó a Fiala la Medalla de Oro de la Universidad de Masaryk por el trabajo de Fiala como rector de la Universidad.[34]
- Unión Europea:
  - 2002: Fiala recibe la Cátedra Jean Monnet de Integración Política Europea.[35]